# Česká literatura v letech 1945–1990
Po roce 1945 se situace v literatuře vyvíjela odlišnějším způsobem, než tomu bylo do této doby: Svět se v rámci tzv. Studené války rozdělil na dva tábory – pro-komunistický a pro-kapitalistický – dále i do západní literatury začaly vstupovat vlivy východních kultur (včetně náboženství, např. buddhismus). V demokratických státech politika oficiálně do literatury nezasahovala, ačkoliv mnoho autorů se politicky angažovalo (např. socialističtí, křesťanští, pacifističtí a jiní intelektuálové). V autoritářských režimech byla svoboda projevu potlačena (sovětský blok, Čína, Chile, africké státy aj.).
V sovětském bloku, tedy i v Československu, by se dala literatura rozdělit na několik kategorií:
1. Oficiální literatura, která byla často politická, obvykle byly zdůrazňovány výhody socialismu. V některých dílech této oficiální literatury byl komunismus propagován přímo, v jiných docházelo k tzv. skryté propagaci (pohádky, dokumenty, beletrie, atp.). Tuto literaturu lze dále rozdělit na:
  1. Autory propagující „budovatelství“
  2. Autory snažící se psát nepoliticky – jedná se o spisovatele, kteří se politice snažili důsledně vyhýbat, přesto do svých děl přidávali pasáže oslavující úspěchy socialismu, atd.
2. Literatura disidentů – díla těchto spisovatelů vycházela většinou v samizdatu nebo v cizině.
  1. Socialistický disent – část disentu, která uznávala socialismus jako svoje přesvědčení (ať již v sociálně demokratické, "česko-socialistické", trockistické, či jiné formě) avšak se distancovala od politiky KSČ a vystupovala proti ní. Mezi socialistické disidenty se počítal například Václav Černý, Egon Bondy, Jaroslav Seifert a další. Část levého disentu požadovala dialog s "mocí", druhá část naopak požadovala revoluci (skupina Hnutí revoluční mládeže).
  2. Nesocialistický disent – jednalo se o autory, kteří požadovali ukončení režimu na základě svého politického přesvědčení (např. křesťanští demokraté, antikomunisté aj.). Nesocialisté v rámci disentu s levicově smýšlejícími autory spolupracovali.
3. Emigrace – tito lidé se buď přizpůsobili světu, ve kterém žili, a zapojili se do západní tvorby (potom jejich tvorbu lze počítat do tvorby státu, kde žili), anebo jejich tvorba byla politicky orientovaná a pak se zapojili do jedné ze vzniklých skupin (buď byly obdobou disidentů – Artur London, nebo protisocialistického smýšlení – Pavel Tigrid). Levicoví disidenti a exil se často pokoušeli vytvořit jakousi „třetí cestu“.

V této době se česká literatura oficiálně uzavřela do sovětského bloku a tím se odřízla od světové literatury, neformálně západní proudy ovlivňovaly i československou veřejnost a literaturu.

## Roky 1945–1948
V letech 1945–1948 (především zpočátku) literáti navazovali na předválečnou literaturu. Brzy se však začala objevovat různá omezení a literatura začala pomalu směřovat k tzv. socialistickému realismu. V této době začali odcházet do exilu první spisovatelé. Zároveň došlo k odsunu sudetských Němců, se kterými odešla i většina německy píšících spisovatelů, kteří ovlivňovali naši kulturu (např. Josef Mühlberger).
V tomto krátkém období je nejčastějším tématem děl druhá světová válka, kdy se spisovatelé a především básníci snažili vyjádřit svoji bolest a touhu po neopakování podobných hrůz (např. František R. Kraus). Zároveň mnozí autoři dávají najevo své zklamání ze západu, který viní z pasivity a naopak ukazují své sympatie k SSSR (František Halas, Vladimír Holan, František Hrubín, Jan Zahradníček, ale i Vladimír Vokolek; Jan Drda). V tomto období byla poprvé vydána Reportáž psaná na oprátce od J. Fučíka. Z prózy s válečnou tematikou jsou zajímavá například díla Němá barikáda Jana Drdy nebo Muži jdou ve tmě Jiřího Marka.
V roce 1946 svolal Syndikát českých spisovatelů sjezd, na tomto sjezdu se objevilo téma vztahu politiky a literatury, ke kterému se vyjádřil v úvodním projevu prezident Edvard Beneš (autorem tohoto projevu byl Václav Černý); z tohoto projevu vyplývalo, že prezident je pro svobodu slova, ale neposkytl žádné záruky ani příslib, že ji bude podporovat. I proto na tomto sjezdu převážil názor, že spisovatelé mají spolupracovat s národem a pomáhat budovat stát.
Po roce 1946 se u některých spisovatelů objevují pochybnosti, zda je cesta, po které se náš národ po válce vydal, tou nejlepší možností (např. František Halas). Tyto pochybnosti byly zesíleny zprávami o kulturních čistkách, které v tu dobu probíhaly v SSSR. Proti těmto čistkám se z našich autorů až na výjimky (Jan Slavík, Edvard Valenta) nikdo nepostavil. Zcela mimo dění byla tzv. katolická skupina, která již na sjezdu spisovatelů neměla žádný vliv.
V tomto období se začali prosazovat mladí spisovatelé, někteří z nich již na sebe upozornili těsně před válkou, nebo během ní, často v souvislosti se skupinou 42: Jan Hanč, Ivan Blatný, Josef Kainar.

## Roky 1948–1956
V roce 1948 došlo k „vítězství pracujícího lidu“, po kterém byla část autorů zakázána, někteří starší autoři byli stahováni z knihoven (první seznam zakázaných autorů vyšel již v r. 1948), toto stahování nejvíce postihlo univerzitní knihovny. Staré západní literární vzory byly nahrazovány novými, sovětskými. Docházelo k rušení knihoven (především klášterních). Při tomto trendu nerozhodovala literární kvalita, ale tzv. „socialistická morálka“ a vůle se jí podrobit.
Část spisovatelů, kteří před druhou světovou válkou bojovali za socialismus, jako za cestu větší svobody, nebojovala proti omezování těchto svobod, ale často se na něm i aktivně podílela.
V dubnu 1948 došlo ke svolání Sjezdu národní kultury, který zcela ovládli komunisté (Václav Kopecký, Zdeněk Nejedlý a Ladislav Štoll).
Na přelomu let 1948 a 1949 došlo k vytvoření Svazu československých spisovatelů, který nebyl otevřenou organizací, ale naopak o přijetí rozhodovalo výběrové řízení, kterým neprošli nejznámější spisovatelé (např. Jaroslav Seifert, Karel Teige). Tento svaz svolal svůj první sjezd na jaro 1949 a potvrdil zde již nastalé trendy. Jedním z výsledků tohoto sjezdu byla mj. akce Pracující do literatury, která přinesla soutěže o nejlepší (nejangažovanější) dílo v mnoha podnicích a tito lidé měli nahradit tzv. „buržoazní spisovatele“. Díky této akci se do literatury dostali např.: Marie Dušková, Otto Ježek, Jiří Havel a Michal Sedloň (např. „báseň“ Krmička vepřů). Obdobně servilně k novému režimu psali např. vnuk Stanislava Neumanna Jiří Stano, Lenka Hašková, Zdeněk Pluhař, Alexej Pludek. Tito spisovatelé se pokoušeli prosadit i v dalších etapách tohoto období, ale jejich úspěchy již nebyly tak pronikavé.
Na české poměry zvláštní bylo počínání Vítězslava Nezvala: ten sice byl nadšen socialismem a současně kvalita jeho tvorby klesala, zastával se ale svých známých (i neznámých) perzekvovaných, či souzených literátů.
V této době psali prosocialisticky i spisovatelé, kteří časem svůj názor úplně změnili a dostali se tak na opačný pól české literatury – tj. na seznam zakázaných autorů (Milan Kundera, Miroslav Červenka, Karel Šiktanc, Pavel Kohout, Jiří Šotola, ale i Ludvík Aškenazy), nebo se alespoň stávali apolitickými (Miroslav Florian).
V tomto období existovalo minimum mladých spisovatelů, kteří by mohli vydávat knihy a zároveň by psali nepoliticky (Jarmila Loukotková, Karel Ptáčník).
Katolická literatura byla zakázána a její autoři odešli do exilu nebo byli vězněni (např. Jan Zahradníček, František Daniel Merth).
Samizdatová literatura téměř neexistovala, protože za ni byly velmi tvrdé tresty (extrémně až trest smrti)[zdroj?] a bylo velmi obtížné takovou literaturu rozšířit dále než mimo okruh svých známých. Samizdatovou literaturu vytvářel Vratislav Effenberger a s ním prakticky celá surrealistická skupina, která v lednu–říjnu 1951 vydávala sborníky; každé číslo (měsíčník) bylo v jednom exempláři, který si pak půjčovali; zachovalo se jich pouze 9, protože jedno číslo zabavila a zlikvidovala policie.
Většina odborníků[zdroj?] považuje za samizdat této doby i verše J. Zahradníčka a jiných, kteří své verše nepsali a šířili je ústně mezi spoluvězni. Část těchto veršů vyšla v různých výborech, většinou samizdatově či exilově po roce 1968.
Spisovatelé, kteří nesměli publikovat, psali tzv. „do šuplíku“, jejich díla vyšla později – některá po roce 1963, jiná v samizdatu či exilu po roce 1968, některá díla z této doby vyšla až po r. 1989 a některá ještě nebyla vydána. Tato díla četl úzký okruh jejich přátel, ale za samizdat je považovat nelze.
Ačkoliv v této době odešel do exilu značný počet nadějných literátů, exilová literatura se teprve formovala a zpočátku netvořila kompaktní celek; na domácí literaturu neměla žádný vliv a v češtině nebyla ani vydávána. K pašování této literatury docházelo výjimečně (Milada Součková, Egon Hostovský, Ivan Blatný, Viktor Fischl).
V historické literatuře dominovaly stále romány a povídky s válečnou tematikou: Život s hvězdou Jiřího Weila (stíhání židů nacisty), Ročník jednadvacet Karla Ptáčníka (vlastní zkušenost z totálního nasazení) a Krabice živých Norberta Frýda (prostředí koncentračních táborů), ale i obrazy ze starší naší: Srpnovští páni Vladimíra Neffa (období posledních Přemyslovců a Jana Lucemburského), Palečkův úsměv a pláč Františka Kubky (doba vlády Jiřího z Poděbrad) nebo Velké theatrum Václava Kaplického (o popravě českých pánů).

### Divadlo
V březnu 1948 přijalo Národní shromáždění tzv. „divadelní zákon“. Ten výrazně omezil moc a samostatnost divadel. Garanty socialistického směřování divadel se stalo Ministerstvo informací a osvěty (vedené V. Kopeckým) a Ministerstvo školství, vědy a umění (vedené Z. Nejedlým). Tato ministerstva vytvořila poradní orgány tj. Divadelně propagační komisi resp. Divadelní a dramaturgickou radu, pomocí nichž řídila divadelní činnost. Tyto orgány mohly ovlivňovat personální obsazení vedení divadel, hodnotily práci režisérů a ovlivňovaly dramaturgy.
Dále byl vyvíjen tlak na „osvětovou“ činnost pomocí divadelních časopisů, fakult, seminářů, atp. Mnoho divadel postupně změnilo nejen provozovatele, ale i svůj název (např. Městské divadlo na Vinohradech bylo přiděleno armádě a přejmenovalo se na Divadlo československé armády).
Divadelní tvorba byla hodnocena především z ideového hlediska, hrány byly především sovětské hry, z repertoárů divadel téměř zmizely klasické hry.[zdroj?] Vznikaly hry, v nichž hrdinný sovětský partyzán pobil pluk německých vojáků,[zdroj?] popř. kdy mladý odpůrce komunismu nakonec prozřel a stane se také komunistou, atd.
I v této oblasti se prosadila budovatelská tvorba, oblíbeným tématem byla tzv. výrobní dramata, která se odehrávala v továrně, na stavbě atp. a končila překročením plánu, odhalením záškodníka, obojím najednou atp.[zdroj?] Mnoho autorů psalo hry nabádající k vyšším výkonům např. Ladislav Bublík, či Vašek Káňa např. s dílem Parta brusiče Karhana a Miloslav Stehlík.
Dalším oblíbeným tématem byly hry ze „socialistické minulosti“, cílem těchto her bylo předvést komunisty oblíbené historické postavy a dát tak národu „příklad“: František Rachlík (Hra o Janu Žižkovi s předjitří), Milan Jariš (Boleslav I. a Patnáctý březen), velmi angažovaný byl též Vojtěch Cach (Mostecká stávka a Pevnost na severu).
Satirická hra Vratislava Blažka Kde je Kuťák? (1948) byla po čtyřech představeních zakázána.

## Roky 1956–1968
Po Stalinově smrti (1953) cítili vedoucí představitelé, že stávající stav je neudržitelný a že je potřeba systém reformovat.
V SSSR vystoupil na XX. sjezdu KSSS (1956) Nikita Sergejevič Chruščov a odsoudil stalinismus (tento projev byl tajný). Na II. sjezdu československých spisovatelů (1956) se spisovatelé vyjádřili k problémům cenzury – nepožadovali její zrušení – pouze uvolnění a předseda svazu J. Seifert se dokonce zastal vězněných literátů, další kdo velmi odvážně vystoupil proti tehdejší kulturní politice byl František Hrubín. Je třeba si uvědomit, že většina literátů nebyla protikomunisticky zaměřena a opravdově věřila v socialismus s lidskou tváří, téměř nikdo z nich neusiloval o návrat kapitalismu. Pochopení, že socialismus nelze reformovat, přišlo až po roce 1968.
V roce 1959 byla svolána mimořádná konference svazu československých spisovatelů, která měla usměrnit literaturu. Zde se Ladislav Štoll (hlavní ideolog v oblasti kultury – podílel se na zpolitizování literatury) pokusil tento vývoj zastavit, jeho projev však nastalou situaci nezvrátil a uvolňování pokračovalo, ačkoliv došlo k jeho značnému zpomalení a ohraničení.
Roku 1963 se konal další sjezd spisovatelů, který se již postavil zcela jasně proti zpolitizování kultury, ani zde se však neobjevily snahy o demokracii, ale pouze o nápravu zjevných křivd.
V roce 1965 sjezd KSČ ve své kulturní rezoluci ještě polevil a odmítl stalinské pojetí literatury, upozorňoval pouze na „nebezpečí“ zlehčování socialistické ideologie.
V tomto období (1956–1968) vznikla celá řada novin a časopisů (které byly po roce 1968 opět zakázány). V roce 1952 byly založeny Literární noviny (později Literární listy a ještě později Listy), tento časopis se stal význačným představitelem tzv. demokratizačního procesu.
Dále se objevila celá řada časopisů např. Nový život, Červený květ, ale i Tvář (zakázána v r. 1965) a Sešity.
Kolem časopisu Květen vznikla po delší době (1955) skupina autorů s nějakým programem. Autoři zde působící odmítli stranickost umění a snažili se zobrazovat „pravdivou  zkušenost denního života“. V Květnu převažovali nejen počtem, ale i kvalitou básníci, přesto se zde prosadili i prozaici. Časopis byl zakázán roku 1959.
Nejvýznamnější básníci časopisu Květen:
- Josef Brukner
- Miroslav Florian
- Miroslav Holub
- Karel Šiktanc
- Jiří Šotola

Nejvýznamnější kritici časopisu Květen:
- Jaroslav Boček
- Miroslav Červenka
- Josef Vohryzek

Velmi blízký časopisu Květen byl svými kritikami a postoji i Jiří Brabec.
Nejvýznamnější prozaici časopisu Květen:
- Ladislav Fuks
- Ivan Klíma
- Karel Ptáčník
- Ludvík Vaculík

Velmi blízcí časopisu Květen byli svojí tvorbou Eduard Petiška a Milan Kundera, ačkoliv se ke Květnu nikdy nepřihlásili.
Po zákazu Května vznikl v Brně časopis Host do domu (nazváno podle sbírky J. Wolkera). V tomto nejprve měsíčníku a později čtrnáctideníku působil např. Jan Skácel, Jan Trefulka.
V Praze řídil od r. 1964 Literární noviny Milan Jungmann, který se pokusil z nich udělat skutečné literární noviny; v tuto dobu do nich přispívali mj. Ivan Klíma, Karel Kosík, Milan Kundera, Ludvík Vaculík.
V Bratislavě se to samé odehrávalo kolem časopisu Kúlturný život, zde působil mj. Laco Novomeský (který po delší době mohl publikovat), Ladislav Mňačko, Dominik Tatarka, ale i kritik Milan Hamada.
Ještě později se objevila revue Divadlo (Jan Patočka, Jan Grossman).
Postupně se opět začala překládat i díla z cizích literatur (nejen socialistická), i když bylo možné překládat pouze díla která režim posoudil jako nezávadná (především v nakladatelství Odeon).
Do literatury se pomalu vraceli spisovatelé, kteří byli perzekvováni a často i vězněni (např. František Křelina, Karel Pecka, Václav Renč, Josef Kostohryz, Bedřich Fučík, …). Ti sice nemohli svobodně publikovat, ale přece jen jim vycházely některé úvahy, atp. V literatuře opět začaly působit i osobnosti, které se odmlčely pro svůj nesouhlasný postoj k režimu, nebo nemohli ani začít publikovat (Bohumil Hrabal, Vladimír Holan, František Halas, Oldřich Mikulášek, Jan Skácel, Laco Novomeský, Josef Kainar, Václav Kaplický, Oldřich Daněk, …).
Postupně se prosazovali i mladí spisovatelé, jako např. Josef Škvorecký, Ludvík Aškenazy, Jan Trefulka, Ivan Klíma, Jan Otčenášek, Arnošt Lustig, Jiří Weil aj., tito spisovatelé proti režimu zpočátku nevystupovali, ale jejich snaha dělat literaturu po svém je k tomu dovedla. Jejich častým tématem je válka, která ale již není popisována z pozice hrdinů, ale z pohledu obyčejných lidí, často židů.
Literární věda byla nejvíce rozdělena, zde se projevoval střet oficiálních kritiků (Ladislav Štoll) a nové demokratičtěji smýšlející skupiny kritiků a literárních historiků (Jiří Opelík, Oleg Sus, Jiří Brabec, Milan Jungmann). V této oblasti bylo velmi významné vydání některých starších děl Jana Mukařovského, kolem kterého se sestavila celá skupina mladých teoretiků.

### Divadlo
Drama se v tomto období oprošťovalo od socialistického realismu a začali se objevovat autoři, kteří chtějí ukázat více než socialistickou morálku a hledají další vyjadřovací možnosti. První významnější hru (Inteligenti) napsal Milan Jaris, brzy na to měla premiéru Taková láska od Pavla Kohouta. Brzy na to se začaly hrát i hry dalších autorů:
- Vratislav Blažek
- Karel Michalek
- Josef Topol
- František Hrubín
- Milan Kundera
- Václav Havel

Ve druhé polovině tohoto období nastal rozvoj malých scén. Těmi pak do divadel pronikali i lidé, kteří se stali velice populární. Tyto scény se často pohybovaly na hraně zakázanosti a po roce 1968 byly postupně rušeny. Z těchto divadel (poetických) byly nejvýznamnější Husa na provázku (Brno) a Divadlo poezie X 62 (Brno).
V roce 1957 začali Ivan Vyskočil a Jiří Suchý pořádat v Redutě „textappealy“ – slovo, které vymyslel Ivan Vyskočil, ze slova sexappeal – znamenalo tedy přitažlivé texty a jednalo se o soubory písniček, povídek a krátkých scének.
O rok později bylo založeno Divadlo Na zábradlí a v r. 1959 založili Jiří Suchý a Jiří Šlitr divadlo Semafor. Tato dvě divadla zahájila éru tzv. „malých scén“, které byly v Československu velmi oblíbené.
Alfréd Radok se po velkém úspěchu Laterny magiky na Expu 58 pokusil ji dále provozovat, ale nakonec byl povolen pouze její první program, druhý byl považován za ideově závadný.[zdroj?] Na tomto projektu s ním spolupracovalo několik osobností, které se později prosadily – Václav Havel, Miloš Forman a Ján Roháč.
V Divadle Na zábradlí provozoval Ladislav Fialka pantomimu spojenou se šansony (Pantomima Na zábradlí, 1958; Devět klobouků na Prahu, 1960; Etudy, 1960; Cesta, 1962; Blázni, 1968; Knoflík, 1968). Dalšími představiteli pantomimy (Divadlo absurdity) byli Ctibor Turba, Boris Hybner a Richard Rýda. Jejich pantomimy obsahovaly cirkusové prvky, byly drsné a antolyrické. Dále pak v letech 1966–1972 zde působila Pantomima Alfreda Jarryho (Harkiri, 1968; Turba tacet, 1970 Udělej mi to zprava).
V roce 1963 vzniklo v Liberci Studio Ypsilon; divadelní představení Ypsilonky se opírala o text-appeal a lze říci, že ho i rozvíjela. Zde působil především Karel Novák a Jan Schmid (Encyklopedické heslo XX. století a Carmen nejen podle Bizeta)
Divadlo Spejbla a Hurvínka založil Jiří Skupa ve 30. letech a bylo určeno primárně pro děti, v tomto období se objevují první představení určená i pro dospělé diváky.

### Exilová literatura
V exilové literatuře fungoval především Tigridův časopis Svědectví. Za přispívání do tohoto časopisu byl např. Jan Beneš v r. 1967 odsouzen na 5 let. Dále se postupně vytvářely další časopisy – v Římě od r. 1958 vycházely Studie, které byly orientovány katolicky. Od roku 1964 vycházel v New Yorku časopis Proměny.
Nejznámějšími emigranty, tvořící v této době na „západě“ byli: Pavel Tigrid, Egon Hostovský, Jan Čep.

## Roky 1968–1989
Od ledna 1968 stanul v čele strany Alexander Dubček, v březnu se stal prezidentem Ludvík Svoboda. Toto období roku 1968 je nazýváno pražské jaro. Provolání občanům země od Ludvíka Vaculíka Dva tisíce slov podepsali umělci, dělníci, vědci... Všichni, kdo cítili ohrožení demokratického vývoje v zemi.
Po 21. srpnu 1968 začalo docházet k obnovování cenzury; ta sice nebyla obnovena oficiálně, ale každé dílo procházelo systémem schvalování. Většina autorů, kteří chtěli být vydáváni, svá díla cenzurovala sama.
V červnu 1969 se konal sjezd Svazu československých spisovatelů, který se konal zcela bez účasti KSČ. Jeho výsledkem bylo odsouzení nové politiky a protest proti zakazování časopisů (Listy). Na tento sjezd oficiální místa vůbec nereagovala – nepohodlní autoři se stali zakázanými, což znamenalo, že jim přestala vycházet jejich díla a noviny, školy, atp. se o nich přestaly zmiňovat. Tento proces se nejvíce dotkl kritiky, která prakticky přestala existovat, resp. existovala pouze kladná kritika.
V srpnu 1969 vyšla petice Deset bodů, jejímiž autory byli Václav Havel a Ludvík Vaculík, poté vyšlo ještě několik podobných petic, organizátoři a signatáři byli perzekvováni a tak byl postupně odpor vůči okupaci zlomen a začala éra tzv. normalizace. Ta postihla mnohem víc Česko než Slovensko, mj. proto, že slovenští autoři zpočátku věřili, že bude možné se s novým režimem dohodnout a že se podaří ubránit alespoň některé ze svobod.
Postupně byly zakázány všechny literární časopisy (Tvář, Listy, Host do domu, Impuls, …). Nakonec došlo k úplnému rozdělení literatury, kdy mezi jednotlivými proudy nedocházelo (nebo jen minimálně) k diskusi ani vzájemnému ovlivňování.

### Oficiální literatura
Roku 1971 vyšlo Poučení z krizového vývoje ve straně a společnosti po XIII. sjezdu KSČ, ve kterém bylo národu objasněno, „jak to vlastně bylo“ – je jakousi „analýzou“ roku 1968, resp. zjištěním, jak je možné, že k něčemu takovému došlo. Dokument na dlouhou dobu zastavil jakékoliv reformy.
V roce 1972 byla situace zcela pod kontrolou ÚV KSČ a tak se mohl sejít ustavující sjezd Svazu českých spisovatelů, kterému předsedal Jan Kozák. Tento svaz měl zpočátku (1972) 115 členů (srovnej svaz pod vedením J. Seiferta, který měl v roce 1969 cca 500 členů, počítáno ovšem včetně spisovatelů slovenských a včetně překladatelů, kteří vytvořili v sedmdesátých letech samostatnou organizaci). Členství ve Svazu českých spisovatelů bylo spojeno se značnými výhodami (možnost tvůrčích pobytů na zámku Dobříš, využívání rekreačních zařízení Českého literárního fondu, nárok na autorská stipendia). Řada autorů, angažujících se politicky na konci šedesátých let, nebyla do SČS přijata.
Situace v Čechách a na Moravě byla odlišná od situace na Slovensku, kde normalizace probíhala mírnější formou. Slovenští spisovatelé podpořili (většinově) nástup slovenského vedení (Laco Novomeský), mluvčím slovenské oficiální kultury se stal Miroslav Válek.
- Reprezentanti oficiální prózy: Ota Dub, Josef Frais, Jan Kostrhun, Jan Kozák (předseda SĆS), Karel Misař, Stanislav Rudolf, Vojtěch Steklač, Jiří Švejda...[2]

- Další spisovatelé:
Adolf Branald, Jaroslav Dietl, Václav Dušek, Miroslav Florian, Zdena Frýbová, Ladislav Fuks,  Miroslav Holub, Miroslav Ivanov, Radek John, Miloš Macourek, Jiří Marek,  Karel Milota, Ondřej Neff,  Vladimír Neff, Radoslav Nenadál, Josef Nesvadba, Ludvík Němec, Jan Otčenášek, Vladimír Páral, Zdeněk Pluhař, Petr Prouza, Josef Rybák, Bohumil Říha, Ivan Skála,  Ludvík Souček, Valja Stýblová, Ladislav Štoll, Jana Štroblová, Jaromír Tomeček, Jaroslav Veis, Felix Vodička, Zdeněk Zapletal, Vilém Závada...

Na pomyslném „okraji“ oficiální literatury byl Bohumil Hrabal (jeho díla začala vycházet po rozhovoru v Tvorbě, kde vyjádřil loajalitu k socialismu, i tak byl ale zpočátku nucen k úpravám některých svých textů), a předčasně zesnulý Ota Pavel. Členem Svazu českých spisovatelů se Bohumil Hrabal, ale například i Jaroslav Foglar a někteří další populární autoři, stal až v druhé polovině osmdesátých let, kdy dominantní postavení v SČS získala mladá generace takzvaných „Pětatřicátníků“. K ní se řadili tito autoři:
- Jiří Žáček
- Karel Sýs
- Jaromír Pelc
- Josef Šimon
- Michal Černík
- Josef Peterka
- Jaroslav Čejka
- Petr Cincibuch
- Petr Skarlant

Na podobném „okraji“ se pohybovalo Divadlo Járy Cimrmana (které ovšem mohlo vydávat své hry na gramofonových deskách i knižně v masových nákladech), Husa na provázku, HaDivadlo, Sklep, Karel Steigerwald, Dana Fischerová.

### Humor a satira
Oblast humoru a satiry byla vždy popřední doménou divadla, neboť právě na divadle se snadno prosazuje dvojsmyslnost, improvizace, mnohoznačnost. Řada výrazných osobností se ale profilovala i v literatuře, písňovém textu, filmových scénářích nebo kresleném vtipu.
Satirické a humoristické články se objevovaly zejména v časopisech k tomu určených. Nejznámějším byl Dikobraz, který se stal symbolem normalizačního humoru. Tento časopis podporoval socialismus, objevovaly se tu občas i typické karikatury kapitalistů. V pozdější době (perestrojka) se začala vyostřovat i satira a kritika nedostatků socialismu. Nikdy však nedocházelo k napadání systému jako takového, kritizovány byly pouze dílčí nešvary. Nejznámějšími autory se v Dikobrazu stali Karel Bradáč a Václav Lacina.
Většina literárního humoru ovšem nebyla poplatná době, řada jedinců se opatrným způsobem pokoušela o humor a satiru normálního charakteru - Jiří Suchý, Miloslav Šimek, Ivan Mládek, Ladislav Smoljak, Zdeněk Svěrák, písničkáři (například Jiří Dědeček).

### Exilová literatura
Spisovatelé, kteří odešli do zahraničí, byli v mnohem lepší situaci než v roce 1948. V roce 1968 už byl západ připraven a chtěl slyšet, co se v zemích socialistického bloku děje. Navíc měli exulanti podporu z domova a měli na něj vazby, nebyli rozhádáni, což bylo způsobeno tím, že většina z nich vyrostla (spisovatelsky) v kulturní jednotě, prošla si obdobím víry v socialismus a následnou deziluzí, měli společného nepřítele – vládnoucí režim. Přes tyto všechny sjednocující prvky byly patrné velké rozdíly v myšlení mezi lidmi, žijícími v Československu a v exilu, tyto rozdíly vynikly zejména v r. 1990, kdy se mnozí z nich vrátili, či přijeli na návštěvu.
Již v r. 1971 vzniklo nakladatelství Sixty-Eight Publishers (založené J. Škvoreckým a jeho ženou Z. Salivarovou) a Index v Kolíně nad Rýnem, který založili Adolf Müller a Bedřich Utitz.
Daniel Strož založil v Mnichově nakladatelství Poezie mimo domov, ve Švýcarsku vzniklo nakladatelství Konfrontace (Antonín Petr Pašek), které mimo jiné vydávalo i několik časopisů. Ve druhé polovině 80. let bylo založeno v Scheinfeldu (Německo) Dokumentační středisko československé nezávislé literatury
Množství těchto center, spolu s odlišnými názory (nejen politickými, ale i etickými, atp.) vedlo k jisté roztříštěnosti exilu, jistým pojítkem mezi nimi byly rozhlasové stanice Hlas Ameriky a Svobodná Evropa, dalším jednotícím prvkem byly všeobecně uznávané časopisy jako byly Listy (Pelikán; Řím) a Svědectví, Proměny a víceméně katolické Studie.
Je důležité si uvědomit, že v těchto nakladatelstvích nevycházeli pouze exiloví autoři, ale i zakázaní autoři, popř. zakázaná díla oficiálních autorů. Hlavním problémem těchto nakladatelství byly velmi nízké náklady jednoho vydání: u Sixty-Eight publisher zhruba 1500–2000 ks na jedno vydání, Poezie mimo domov jen 250–500 ks. Větších nákladů dosahovali pouze u překladů českých děl. Toto je poměrně zajímavé a ukazuje to na fakt, že většina českých emigrantů splynula s cizím prostředím.
Někteří spisovatelé nesli nové prostředí velmi těžce a přestali zcela tvořit (např. Karel Michal, Karol Sidon), jiní začali psát v jiném jazyce a stali se tak často součástí nové kultury (Ludvík Aškenazy), jiní se časem přestali k Československu hlásit a zcela splynuli s cizí kulturou (Milan Kundera).
Nejvýznamnější představitelé:
- Ludvík Aškenazy
- Jaroslava Blažková
- Antonín Brousek
- Josef Jedlička
- Pavel Kohout
- Jiří Kolář
- Jan Křesadlo
- Milan Kundera
- Věra Linhartová
- Arnošt Lustig
- Ladislav Mňačko
- Peter Repka
- Josef Škvorecký

### Samizdatová literatura
V prosinci 1972 založil Ludvík Vaculík spolu s několika přáteli Petlici – jednalo se o samizdatovou edici, šířenou strojopisy, případně v rukopisech. Kromě Petlice vznikala celá řada takovýchto „edicí“ např. Kvart (Jan Vladislav), Expedice (Václav Havel a Jan Lopatka).
Rozmach samizdatu však začal po roce 1977, respektive vydáním Charty 77, kdy vynikly další samizdatové edice: Jaromír Hořec založil Českou expedici, Vladimír Pistorius založil Kramériovu expedici. V Brně vycházela edice Studnice. Dále vznikla celá řada „edic“ (Popelnice, Jitrnice, Mozková mrtvice, …) jejichž význam byl menší než u předchozích, přesto díky nim docházelo ke strojopisnému šíření těchto děl.
V této době se začaly objevovat i první časopisy, které byly vydávány (resp. psány) nikoli s cílem šířit díla, ale s cílem psát novinky o jiné než oficiální kultuře. První z takto vzniklých časopisů bylo Spektrum – vyšla pouze tři čísla.
Dalším časopisem, který byl takto šířen bylo Vokno, tento časopis vycházel od r. 1979 až do r. 1995 s malou přestávkou v r. 1981, kdy byli redaktoři tohoto časopisu odsouzeni. Vokno bylo nejrozšířenější samizdatovou literaturou – vycházelo i v několika stech výtiscích. Vokno bylo zaměřeno zcela na undergroundovou kulturu a stalo se hlavním periodikem této kultury v Československu.
V r. 1981 začal vycházet Obsah, jehož snahou bylo rozšiřovat alternativní beletrii a eseje, v tomto časopise se prosazovali i katoličtí autoři, nejznámější z tohoto časopisu se staly fejetony L. Vaculíka, které byly psány na žlutém papíře (žluté fejetony). Autoři psali články na počet čísel, ty si pak vyměnili a tím získali kompletní číslo. Po ukončení každého ročníku vyšel v Petlici výběr toho nejlepšího z uplynulého ročníku.
Brzy po Obsahu vznikl Kritický sborník: Tento čtvrtletník byl normálně redigovaný a zabýval se samizdatovou a exilovou literaturou (hodnotil knihy, atp.), dále se v něm objevovaly kritiky a recenze i k jiným tématům než je literatura (umění, etika, atp.). Redakce: František Kautman (zakladatel), Josef Vohryzek, Jan Lopatka, Karel Palek, Luboš Dobrovský a Miloš Rejchrt
V 80. letech vznikl ještě časopis Revolver Revue, kde se prosadili především Jáchym Topol, Petr Placák, Viktor Karlík a Vít Kremlička.
V těchto edicích nevycházely (resp. nebyli přepisováni) pouze organizátoři těchto peticí, ale i díla jiných autorů, která byla z nějakých důvodů zakázána.
Další představitelé:
Ivan Binar, Zuzana Brabcová, Jiří Brabec, Václav Černý, Miroslav Červenka, Vratislav Effenberger, Bedřich Fučík, Jiří Gruša, Jiřina Hauková, Václav Havel, Ladislav Hejdánek, Bohumil Hrabal, Jaroslav Hutka, Václav Jamek, Ivan Martin Jirous, Emil Juliš, Eva Kantůrková, Svatopluk Karásek, Pavel Kohout, Milan Koch, Iva Kotrlá, Jiří Kratochvil, Eda Kriseová, Pavel Landovský, Sergej Machonin, František Pavlíček, Karel Pecka, Sylvie Richterová, Zdeněk Rotrekl, Pavel Řezníček, Karol Sidon, Jiří Suchý, Karel Šiktanc, Milan Šimečka, Pavel Švanda, Jan Trefulka, Vlastimil Třešňák, Milan Uhde, Zdeněk Urbánek, Ivan Wernisch, Ivan Klíma 

Slovensko: Ivan Kadlečík, Hana Ponická, Dominik Tatarka, Milan Šimečka
Zvláštní pozici měli Jaroslav Seifert, Mikulášek, Skácel, kteří občas vycházeli i v oficiální literatuře, protože jejich význam zdaleka přesahoval možnosti zákazu. Jejich díla vycházela cenzurovaná a ve velmi malých nákladech, takže byla velmi těžko přístupná.
Divadlo mělo situaci výrazně složitější, protože každý autor potřebuje vidět reakci publika a to mu samizdatová tvorba prakticky neumožňuje (Václav Havel, Pavel Kohout, Ivan Vyskočil).

### Divadlo
V tomto období již od divadla nebyly přímo vyžadovány socialistické hry, byla od něj vyžadována loajalita. Krátce po roce 1968 setrval u divadelníků největší odpor, neboť oni na rozdíl od klasického spisovatele mají přímý styk s divákem. Tento odpor byl pomocí zákazů postupně zlomen a kolem roku 1970 se situace z pohledu mocných uklidnila.
 Divadla byla neustále hlídána a cenzurována, diváci očekávali různé jinotaje, a často je hledali i v místech, kde žádné nebyly. V těchto ohledech byla mnohem otevřenější malá divadla (např. divadlo Járy Cimrmana), velká divadla zpravidla hrála klasické hry.
Jan Vodňanský a Petr Skoumal v této době vytvořili a provedli několik představení (S úsměvem idiota, 1969; Hurá na Bastillu, 1970; S úsměvem Donkichota, 1970), později spolu hráli písně (resp. folk).

### Písničkáři
Písničkáři tvoří samostatnou kapitolu, která se literatury dotýká jen okrajově a spíše patří do hudby.
Karel Kryl – exil od r. 1969, Jaromír Nohavica, Karel Plíhal, Jiří Dědeček, Vladimír Merta, 
Jaroslav Hutka.